# Божковское
Божковское (укр. Божківське) — село,
Надержинщинский сельский совет,
Полтавский район,
Полтавская область,
Украина.
Код КОАТУУ — 5324083502. Население по переписи 2001 года составляло 1214 человек.

## Географическое положение
Село Божковское находится в 1,5 км от левого берега реки Свинковка, выше по течению на расстоянии в 1,5 км расположено село Сягайлы, ниже по течению на расстоянии в 3,5 км расположено село Шилы, на противоположном берегу — село Руновщина.
Примыкает к селу Крюково.
Рядом проходит железная дорога, станция Пригородная в 1-м км.
В 1-м км от села расположен аэродром малой авиации.

## Экономика
- ЗАО «Божковский Комбикормовый Завод».
- Надержинская исправительная колония № 65.
- Божковская исправительная колония № 16.
- Крюковская исправительная колония № 29.

## Объекты социальной сферы
- Школа.